# O Fugitivo (1993)
The Fugitive (O Fugitivo, no Brasil e Portugal) é um filme norte-americano de 1993 baseado na série de televisão homônima criada por Roy Huggins. O filme foi dirigido por Andrew Davis, escrito por Jeb Stuart e David Twohy, e estrelado por Harrison Ford e Tommy Lee Jones. Na história, depois do Dr. Richard Kimble ser erroneamente condenado pelo assassinato da esposa, ele escapa da prisão e é declarado um fugitivo. Kimble parte para provar sua inocência e levar os verdadeiros responsáveis para a justiça enquanto é perseguido por uma equipe do Serviço de Delegados dos Estados Unidos, liderados pelo agente Samuel Gerard.
Vários atores foram considerados para os papéis de Kimble e Gerard antes de Ford e Jones serem contratados. The Fugitive foi gravado principalmente em locações no interior da Carolina do Norte e na cidade de Chicago, Illinois. O filme estreou nos cinemas dos Estados Unidos em 6 de agosto e arrecadou mais de 350 milhões de dólares mundialmente na bilheteria. Considerando seu custo de 44 milhões e sua divulgação, ele foi considerado um sucesso comercial. The Fugitive foi indicado a sete Oscars, incluindo Melhor Filme, com Jones vencendo em Melhor Ator Coadjuvante. O filme também foi muito aclamado pela crítica especializada.

## Enredo
O Dr. Richard Kimble, um cirurgião de Chicago, chega em casa uma noite e descobre que sua esposa Helen foi fatalmente ferida por um homem de um braço só. Apesar de Kimble lutar contra o homem, o agressor foge. A falta de evidências de um arrombamento, o fato dele ser o único beneficiário da apólice de seguro de Helen e uma chamada de emergência mal interpretada fazem Kimble ser condenado por assassinato. No caminho para o corredor da morte a bordo de um ônibus, os outros prisioneiros tentam escapar. A confusão resulta na morte do motorista, fazendo o ônibus cair em uma ribanceira até um trilho de trem. Kimble escapa da colisão e foge. O agente federal Samuel Gerard e seus colegas Renfro, Biggs, Newman e Poole chegam no local e formulam um plano para procurar os fugitivos. Kimble consegue entrar em um hospital, tratar seus ferimentos e mudar sua aparência. Ele foge, porém acaba encurralado por Gerard em uma represa. Kimble pula na água e escapa.
Kimble volta para Chicago para caçar o verdadeiro assassino e secretamente consegue um pouco de dinheiro com o Dr. Charles Nichols, um amigo e parceiro. Disfarçado de faxineiro, ele entra no departamento de próteses do Hospital do Condado de Cook para conseguir uma lista de pessoas com braços protéticos consertados pouco após a morte de Helen. Depois de conseguir algumas pistas sobre a localização de Kimble, Gerard especula que ele deve estar procurando o homem de um braço só. Mais tarde, Kimble invade a casa do ex-policial Frederick Sykes, confirmando que ele é o assassino. Ele descobre que Sykes é empregado pela companhia farmacêutica Devlin MacGregor, que está prestes a lançar um novo medicamento chamado Provasic. Kimble havia investigado a droga no passado, descobrindo que ela causava danos ao fígado; isso impediria que ela fosse aprovada pela FDA. Ele também deduz que Nichols, o líder do desenvolvimento do medicamento, planejou um acobertamento e contratou Sykes para matá-lo; a morte de Helen não foi premeditada. Gerard segue as pistas de Kimble até a casa de Sykes e chega na mesma conclusão.
Enquanto Kimble pega o metrô para confrontar Nichols na apresentação do medicamento, Sykes aparece e o ataca. Na briga, Sykes atira em um policial antes de ser subjugado e algemado por Kimble. Ele chega na conferência farmacêutica e interrompe o discurso de Nichols, acusando-o de falsificar suas pesquisas médicas e orquestrar a morte de sua esposa. Eles começam a lutar enquanto são caçados pelos agentee a polícia. Durante o confronto, Kimble, Nichols, Gerard e Renfro acabam na lavanderia do hotel. Gerard grita que está ciente da conspiração de Nichols. Ao ouvir isso, ele ataca Renfro e pega sua arma. Nichols tenta atirar em Gerard, porém Kimble o ataca e o deixa inconsciente. Kimble é exonerado e levado embora por Gerard.

## Elenco
- Harrison Ford como  Dr. Richard Kimble
- Tommy Lee Jones como Agente Federal Samuel Gerard
- Joe Pantoliano como AgenteFederal Cosmo Renfro
- Andreas Katsulas como Frederick Sykes
- Jeroen Krabbé como Dr. Charles Nichols
- Sela Ward como Helen Kimble
- Daniel Roebuck como AgenteFederal Robert Biggs
- Tom Wood como Agente Federal Noah Newman
- L. Scott Caldwell como Agente Federal Erin Poole
- Julianne Moore como Dra. Anne Eastman
- Ron Dean como Detetive Kelly
- Joseph F. Kosala como Detetive Rosetti
- Jane Lynch como Dra. Kathy Wahlund

## Produção
Harrison Ford não era a primeira escolha para interpretar o dr. Richard Kimble. Antes dele, vários outros atores fizeram testes para o papel, incluindo Alec Baldwin, Nick Nolte, Andy Garcia, Kevin Costner e Michael Douglas. Nolte, particularmente, acreditava ser muito velho para o papel, mesmo sendo apenas um ano mais velho que Ford. Gene Hackman e Jon Voight foram considerados para o papel de Samuel Gerard antes de Tommy Lee Jones ser escolhido; Jones improvisou boa parte de seus diálogos, incluindo a famosa frase "Eu não me importo". Para o dr. Charles Nichols, a equipe tinha contratado o ator Richard Jordan, porém ele adoeceu e morreu nos estágios iniciais de produção e foi substituido por Jeroen Krabbé. Julianne Moore foi contratada originalmente para interpretar um interesse romântico de Kimble, a dra. Anne Eastman, porém a maioria de suas cenas foram cortadas por os cineastas acreditarem que não era correto um homem que procurava vingança pela morte da esposa se interessar por outra mulher.

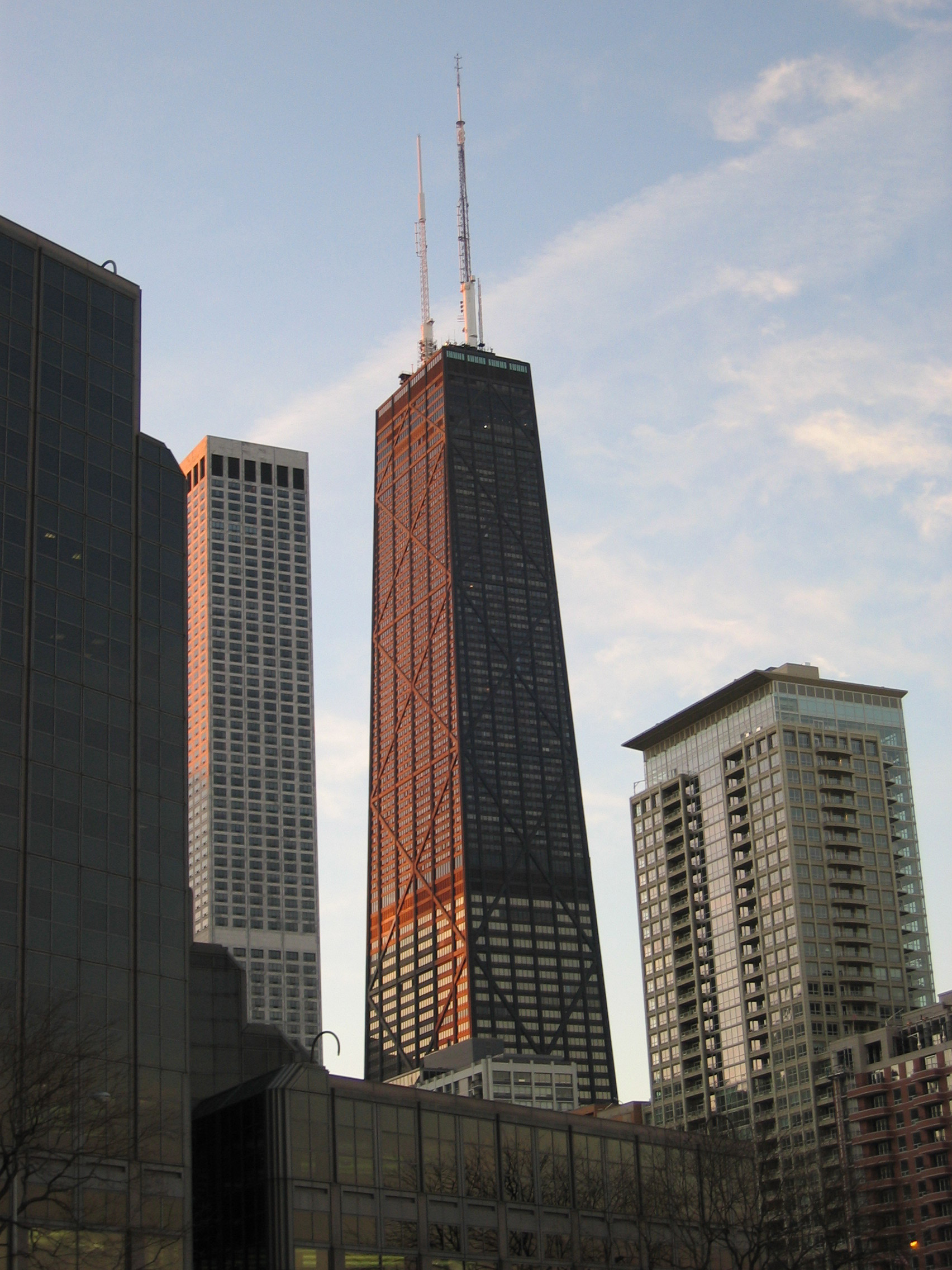
Chicago, onde se passa grande parte do enredo.

The Fugitive foi filmado em locações na cidade de Chicago, Illinois, e em Cherokee e Dillsboro, ambas na Carolina do Norte. Apesar de quase metade do filme se passar no interior de Illinois, as gravações centraram-se na área do Condado de Jackson, Carolina do Norte, e nas Montanhas Great Smoky. A cena do ônibus de transporte de prisioneiros e o acidente de trem foram feitas na Great Smoky Mountains Railroad, perto de Dillsboro. A cena em si do acidente de trem custou um milhão de dólares e foi feita apenas uma vez, com o diretor Andrew Davis usando treze câmeras para capturar o evento; três acabaram sendo destruídas. Turistas em excursão pela ferrovia ainda conseguem ver parte dos destroços do trem e do ônibus. As cenas no hospital logo após a fuga de Kimble foram filmadas no Hospital Regional Harris em Sylva, Carolina do Norte. A Represa de Cheoah serviu de locação para a cena em que Kimble pula de uma barragem. 
O resto do filme foi filmado em Chicago, incluindo partes da cena da barragem, que foram feitas nos restos dos túneis ferroviários de Chicago. O personagem Frederick Sykes vive no bairro Pullman. A fuga de Kimble por um desfile do Dia de São Patrício não estava originalmente no roteiro; Davis a adicionou e conseguiu permissão da prefeitura para realizá-la. O então prefeito Richard M. Daley e o então procurador geral Roland Burris aparecem brevemente no desfile.
A trilha sonora original foi composta por James Newton Howard, sendo seu primeiro trabalho em um filme de ação e grande sucesso. O compositor usou uma orquestra de tamanho médio, diferentes instrumentos de percussão e sintetizadores para criar a música. Um álbum com seleções da trilha foi lançado em 31 de agosto de 1993 pela Elektra Records, possuindo problemas de masterização da música e com os canais esquerdo e direito invertidos. Em 2009, a La-La Land Records lançou uma edição especial e limitada em dois discos com a trilha completa e faixas alternativas e não utilizadas no filme.

## Recepção
The Fugitive foi lançado nos Estados Unidos em 6 de agosto de 1993, arrecadando US$ 23.758.855 em seu primeiro fim de semana e ficando na primeira posição nas bilheterias, mantendo o lugar nas seis semanas seguintes. O filme acabou arrecadando um total de US$ 183.875.760 nos EUA e US$ 185.000.000 em outros países, chegando a um valor absoluto de US$ 368.875.760 mundialmente.

### Crítica
O filme foi muito bem recebido pela crítica especializada. No Rotten Tomatoes, The Fugitive tem uma aprovação de 96%, baseado em 68 críticas, com uma nota média de 7,9/10. No agregador Metacritic, o filme tem uma nota de 88/100, baseado em onze críticas, indicando "aclamação universal".

### Prêmios
Oscar 1994 (EUA)
- Vencedor na categoria de melhor ator coadjuvante (Tommy Lee Jones).
- Indicado em outras seis categorias: melhor filme, melhor fotografia, melhores efeitos sonoros, melhor edição, melhor trilha sonora e melhor som.

Globo de Ouro 1994 (EUA)
- Vencedor na categoria de melhor ator coadjuvante (Tommy Lee Jones).
- Indicado ao Globo de Ouro em outras duas categorias: melhor diretor e melhor ator - drama (Harrison Ford).

Academia Japonesa de Cinema 1994 (Japão)
- Indicado na categoria de melhor filme.

BAFTA 1994 (Reino Unido)
- Venceu na categoria de melhor som.
- Indicado nas categorias de melhor ator coadjuvante (Tommy Lee Jones), melhor edição, melhores efeitos especiais.

MTV Movie Awards 1994 (EUA)
- Venceu na categoria de melhor seqüência de ação e melhor dupla (Harrison Ford e Tommy Lee Jones)
- Indicado na categoria de melhor atuação masculina (Harrison Ford) e melhor filme.